# Бакайчяй
Бакайчяй (Bakaičiai) — село у Литві, Расейняйський район, Ґіркалніське староство, знаходиться за 3 км від села Ґіркалніс. 2001 року в селі проживало 16 людей, 2011 — 10.

## Принагідно
- Bakaičiai [Архівовано 4 березня 2016 у Wayback Machine.]

| Литва | Це незавершена стаття з географії Литви. Ви можете допомогти проєкту, виправивши або дописавши її. |